# Kembata Timbaro
Kembata Timbaro è una delle zone amministrative in cui è suddivisa la Regione delle Nazioni, Nazionalità e Popoli del Sud in Etiopia.

## Woreda
La zona è composta da 11 woreda:
1. Adilo
2. Angacha
3. Damboya
4. Doyogena
5. Durame town
6. Hadero town
7. Hadero Tunto
8. Kacha Bira
9. Kediada Gambela
10. Shinshincho town
11. Tembaro